# Wolfsschlucht (Kandern)

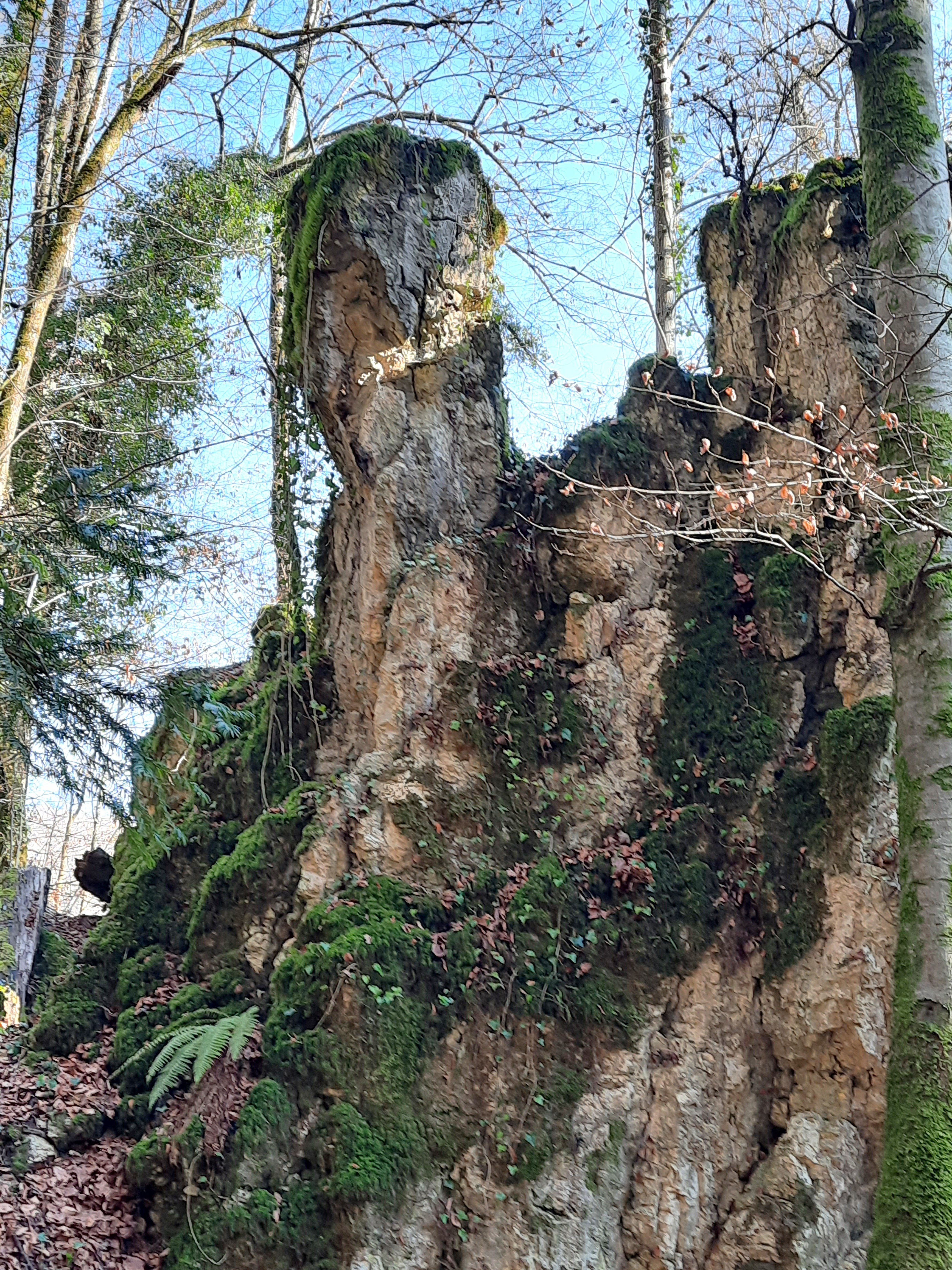
Wolfsschlucht

Die Wolfsschlucht ist eine Schlucht mit bizarren Felsformationen auf der Gemarkung der Stadt Kandern im Landkreis Lörrach. Das Gebiet der Schlucht ist als baden-württembergisches Waldschutzgebiet (Schonwald) ausgewiesen, in dem auch zwei geschützte Biotope und ein Geotop liegen.

## Lage
Die Wolfsschlucht liegt im Kandertal zwischen dem Hauptort Kandern und dem Nebenort Hammerstein des Kanderner Ortsteils Wollbach auf einer Höhe von 365 Metern. Sie wird nahe beim Kanderner Sportplatz vom Fluss Kander und der Kandertalbahn tangiert. Von 1900 bis 1984 gab es bei der Wolfsschlucht auch eine Bedarfshaltestelle der Bahn und zeitweise auch drei Gleisanschlüsse für die Steinbrüche.
Bereits 1903 richtete der Schwarzwaldverein Kandern einen Wanderweg durch die Wolfsschlucht ein. Seit 2007 führt die 12. Etappe des Schwarzwaldwestwegs (westliche Strecke) durch die Wolfsschlucht.

## Beschreibung

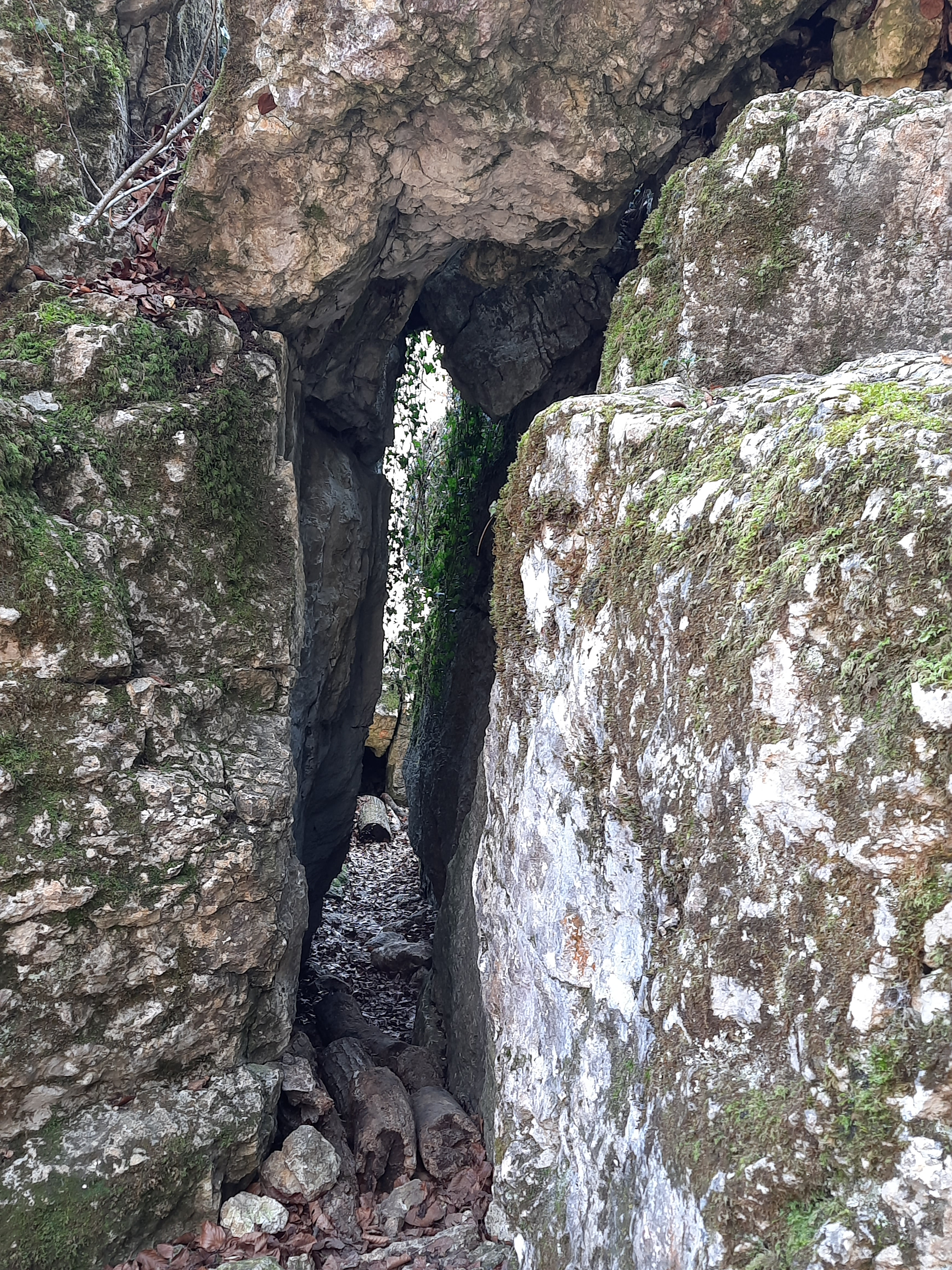
Wolfsschlucht – Engstelle abseits vom Weg.

Das Gebiet des Schutzwaldes umfasst 4,719 Hektar.
Das Biotop Wolfsschlucht umfasst 0,4803 Hektar Klinge im Wald mit naturnaher Begleitvegetation, wovon 20 % mit einem Ahorn-Eschen-Schluchtwald bedeckt sind. Vorherrschend sind jedoch Buchen; Eichen und Ulmen kommen vereinzelt vor. Das Biotop Felsen im Schonwald Wolfsschlucht umfasst 0,4266 Hektar natürliche offene Felsbildung.
Das als schutzwürdig eingestufte geologische Objekt „Wolfschlucht“ umfasst die „etwa 200 m lange und stellenweise 20 m breite Schlucht“. Es handelt sich um eine Korallenkalk-Formation (Weißer Jura), die vor etwa 160 Mio. Jahren entstanden ist – speziell um Brachiopodenkalk. Die Felswände weisen eine ganze Anzahl Höhlungen auf. Die Schlucht wurde durch einen früheren Wasserlauf geformt, heute ist sie ein trockenes Karstgebiet.
Die Schlucht ist ein beliebtes Wanderziel mit einem naheliegenden Grillplatz.

## Sonstiges
Die Felsformationen verleiten zum Abweichen von den Wegen, was aber nicht ungefährlich ist. 1919 und 2002 kam es zu tödlichen Unfällen. 1942 wurde ein russischer Kriegsgefangener in der Schlucht erschossen.
1935 wurde in hier eine Freilicht-Theateraufführung organisiert.

## Rezeption in Literatur und bildender Kunst

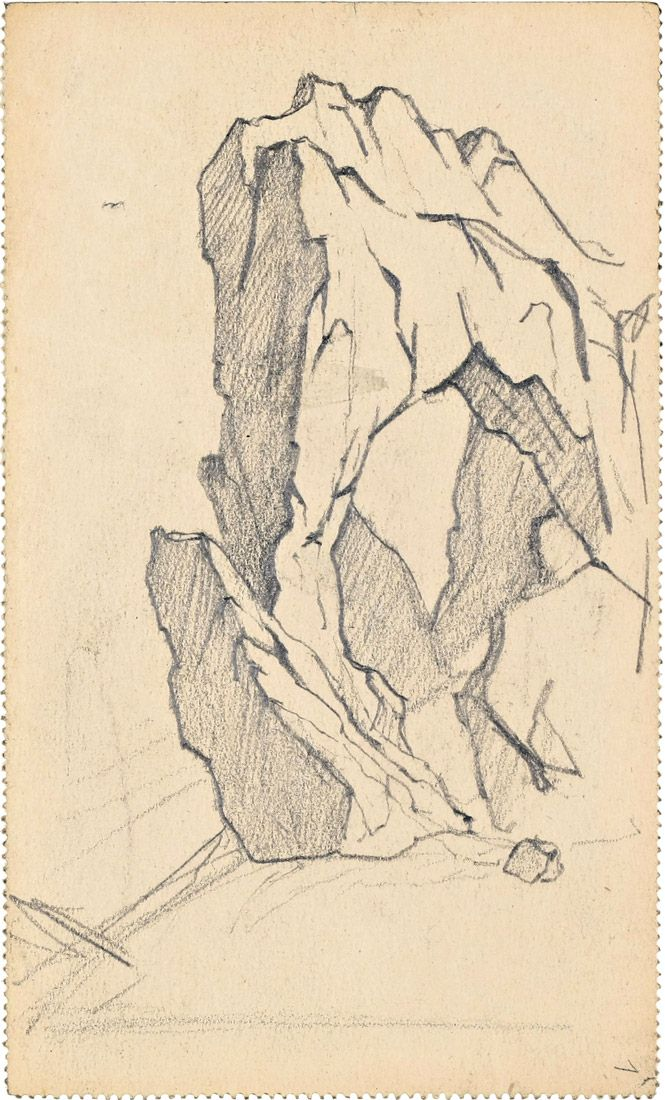
Felsenformation. Bleistift auf Papier von August Macke.

Der Maler August Macke hat bei seinen Familienbesuchen in Kandern auch die Wolfsschlucht als Motiv gewählt.
2014 entstand ein Kriminalroman, der in der Wolfsschlucht spielt.